# Francesco Cavicchi
Francesco Cavicchi, meglio noto come Franco (Pieve di Cento, 12 maggio 1928 – Pieve di Cento, 22 agosto 2018), è stato un pugile italiano, campione europeo nei pesi massimi.

## Carriera pugilistica
Campione italiano dilettanti dei massimi a Trieste nel 1952 (5 matches in azzurro) Franco Cavicchi esordì al professionismo nello stesso anno a Bologna.
Nel 1954, dopo aver battuto Uber Bacilieri, conquistò  il titolo italiano professionisti.
Il 26 giugno 1955 Cavicchi divenne campione europeo dei pesi massimi battendo ai punti in 15 riprese il tedesco Heinz Neuhaus. Un traguardo tagliato tra i pesi massimi italiani solo da Erminio Spalla nel 1924 e Primo Carnera nel 1933. Assistettero all'incontro nello Stadio Comunale di Bologna circa 60.000 spettatori, per un incasso di 50 milioni, un record assoluto per un match di boxe a quel livello. La stampa inneggiò ad un nuovo Carnera. A fine anno, Nat Fleischer, il più importante giornalista di boxe del secolo scorso e fondatore della rivista "The Ring Magazine" e del "Ring Record Book and Boxing Encyclopedia", classificò Cavicchi nella top ten mondiale dei pesi massimi, inserendolo al nono posto. 
Il 21 luglio 1956, sul ring di casa, concesse la rivincita a Neuhaus, spedendolo al tappeto per il conto finale all'undicesima ripresa. Il 30 settembre dello stesso anno, invece, sempre a Bologna, perse il titolo contro lo svedese Ingemar Johansson per un KO alla tredicesima ripresa. Johansson tre anni dopo a New York conquistò il titolo mondiale contro Floyd Patterson.
Cavicchi combatté ancora, a livello internazionale, contro il futuro campione mondiale dei mediomassimi, Willie Pastrano e il futuro campione europeo dei massimi e avversario di Muhammad Ali, Karl Mildenberger, perdendo sempre ai punti. Tra i due incontri, una sconfitta contro Mino Bozzano, per KO all'8º round.
Il 2 ottobre 1961 gli fu accordato un nuovo tentativo di conquistare il titolo italiano, a Bologna, contro il detentore Rocco Mazzola. Purtroppo non andò oltre il pareggio. Nella rivincita concessagli da Mazzola, il 18 marzo 1962 sul ring casalingo, riuscì a riprendersi il titolo, ai punti in dodici riprese. Dovette però cederlo alla prima difesa a Santo Amonti, il 31 maggio 1962 a Brescia, per squalifica alla quinta ripresa.
Dopo altri tre incontri, l'ultimo perso per Ko, abbandonò il pugilato.

## Caratteristiche tecniche
(Franco Cavicchi )
In possesso di un fisico straordinario e di una forza enorme, Cavicchi non amava le battaglie. 
A volte devastava rapidamente l'avversario, a volte faceva il minimo indispensabile. 
I suoi sbalzi d'umore fecero di Cavicchi un personaggio unico. Spesso amato, talvolta odiato, sempre discusso.